# 東景宏島

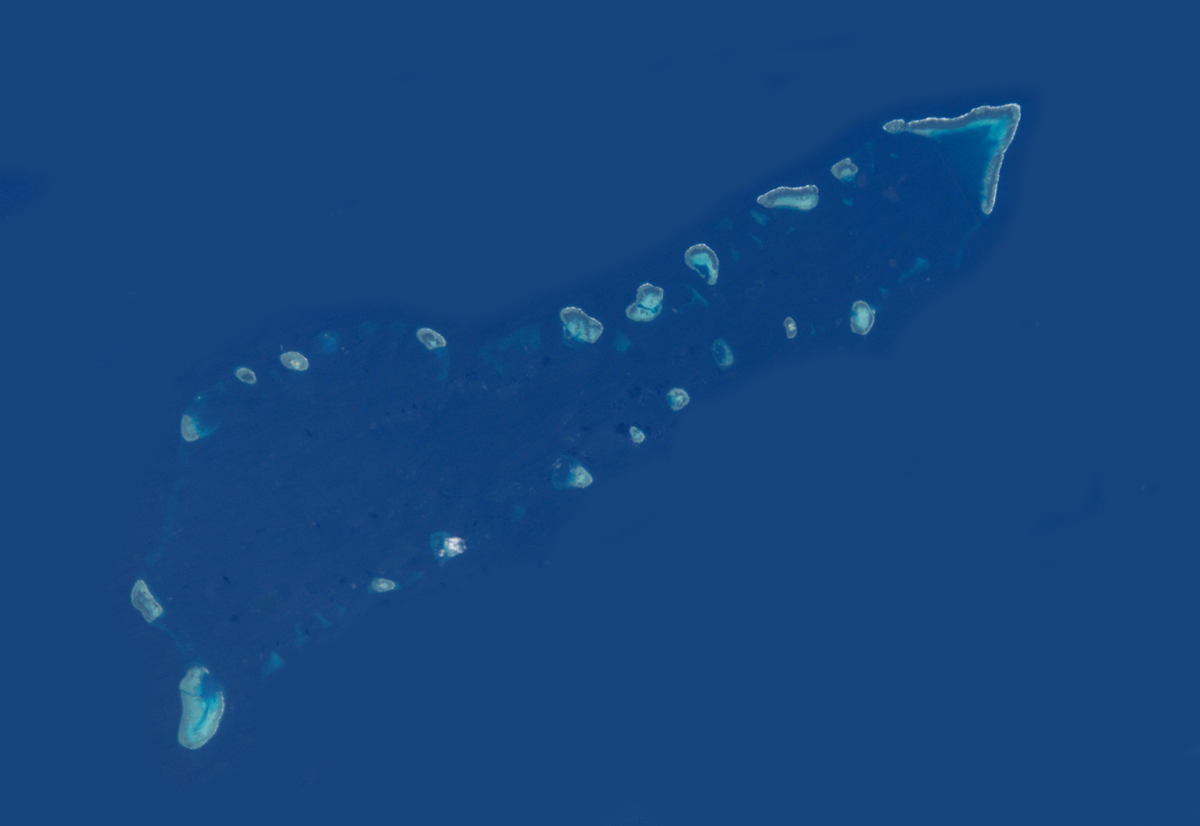
右上のV字型の島（牛軛礁）から時計回りに2つ目の島が東景宏島

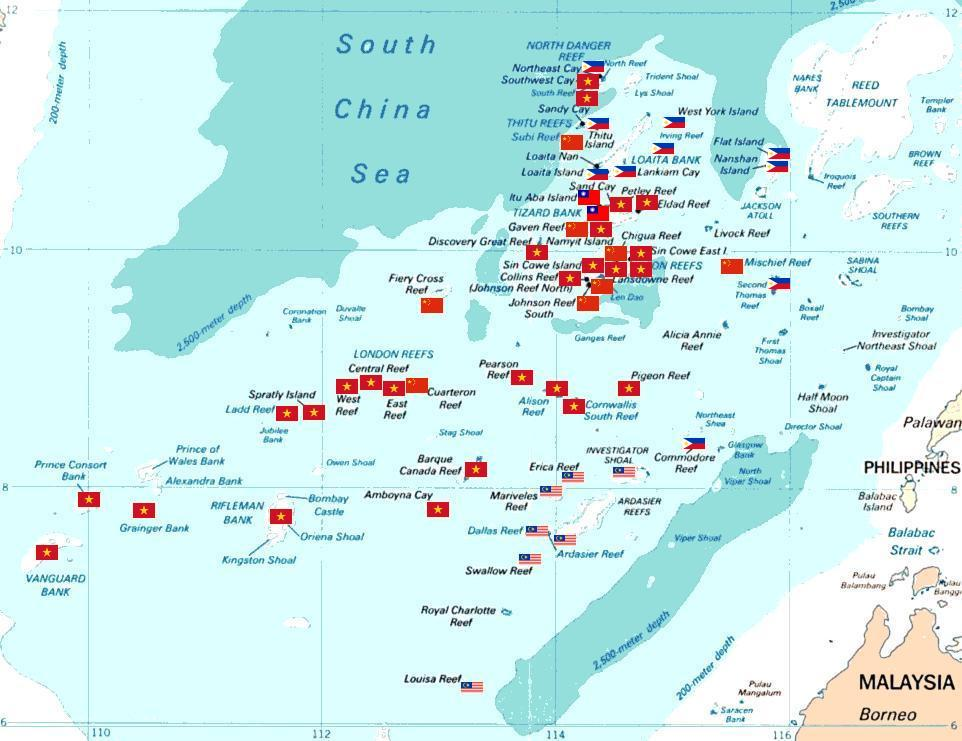
南沙諸島における南シナ海周辺諸国の実効支配状況

東景宏島（ひがしけいこうとう、英語：Grierson Reef、ベトナム語：Đảo Sinh Tồn Đông / 島生存東、中国語：染青沙洲）は、南沙諸島にある砂洲のひとつである。

## 地理
ユニオン堆（英語：Union Banks、中国語: 九章群礁）と呼ばれる群礁に属し、牛軛礁（Whitsun Reef）の南端から西に3海里の位置にある。面積は0.12平方キロメートル。

## 領有問題
ベトナムが実効支配しているが、中華人民共和国、中華民国（台湾）、フィリピンも主権を主張している。1978年からベトナム軍が駐留している。
2014年2月3日には、この島の周辺海域で、中国海軍の艦艇が中国国旗と思われる赤い旗を立てたブイを海面に投入したが、ベトナム海軍に即時回収されるという事件が起きている。